# Chorał luterański
Chorał luterański, chorał protestancki – gatunek pieśni kościelnych, wykonywanych od XVI wieku przez wiernych Kościoła luterańskiego w czasie nabożeństw.
W 1524 roku, czyli 7 lat po ogłoszeniu przez Marcina Lutra tez naprawy Kościoła, został wydrukowany zbiór pieśni przeznaczonych dla kościoła ewangelickiego. Tak powstał nowy gatunek zwany chorałem luterańskim. Początkowo miał formę jednogłosową, lecz później ustalił się schemat czterogłosowy z melodią w głosie najwyższym.
Śpiewy te były w czasach reformacji silnym przeciwstawieniem dla skomplikowanych, wielogłosowych i niezrozumiałych dla ogółu śpiewów katolickich z łacińskim tekstem.
Chorał luterański wydawano w kancjonałach.
Chorał luterański odegrał ważną rolę w muzyce baroku – wykorzystali go m.in. J.S. Bach i D. Buxtehude, wprowadzając go jako jeden z głosów w swoich utworach instrumentalnych, takich jak: preludium chorałowe, przygrywka chorałowa, wariacje, kantaty.

## Cechy chorału luterańskiego
- Śpiew z towarzyszeniem organów,
- Utwory opracowane na 4 głosy,
- Rytm i melodia nieskomplikowane, oparte na jednakowych wartościach,
- Teksty w językach narodowych,
- Kobiety dopuszczone do udziału w śpiewie,
- Szerokie wykorzystanie skal modalnych,
- Śpiewa cały lud, tekst jest zrozumiały, a melodie znane.